# VK Slávia EU Bratislava
VK Slávia EU Bratislava (slovakiska: Volejbalový klub Slávia Ekonomická univerzita Bratislava) är en volleybollklubb från Bratislava, Slovakien. Klubben grundades 1953 och har varit knuten till Comenius-Universitetet Bratislava och dess föregångare.
Klubben är den mest framgångsrika i Slovakien. Den vann 9 tjeckoslovakiska mästerskap och har vunnit det slovakiska mästerskapet 18 gånger och slovakiska cupen 15 gånger. På Europa-nivå har den vunnit cupvinnarecupen (1975-1976) och som bäst kommit trea i europacupen (1982-1983).